# Аркпорт (Нью-Йорк)
Аркпорт (англ. Arkport) — селище (англ. village) в США, в окрузі Стубен штату Нью-Йорк. Населення — 745 осіб (2020).

## Географія
Аркпорт розташований за координатами 42°23′33″ пн. ш. 77°41′44″ зх. д. / 42.39250° пн. ш. 77.69556° зх. д. (42.392596, -77.695482).  За даними Бюро перепису населення США в 2010 році селище мало площу 1,80 км², уся площа — суходіл.

## Демографія
Згідно з переписом 2010 року, у селищі мешкали 844 особи в 363 домогосподарствах у складі 219 родин. Густота населення становила 469 осіб/км².  Було 379 помешкань (211/км²).
Расовий склад населення:
| - 98,6 % — білих - 0,5 % — азіатів - 0,1 % — корінних американців - 0,1 % — чорних або афроамериканців |

До двох чи більше рас належало 0,6 %. Частка іспаномовних становила 0,4 % від усіх жителів.
За віковим діапазоном населення розподілялося таким чином: 23,5 % — особи молодші 18 років, 54,2 % — особи у віці 18—64 років, 22,3 % — особи у віці 65 років та старші. Медіана віку мешканця становила 43,2 року. На 100 осіб жіночої статі у селищі припадало 83,1 чоловіків;  на 100 жінок у віці від 18 років та старших — 79,4 чоловіків також старших 18 років.
Середній дохід на одне домашнє господарство  становив 54 814 долари США (медіана — 48 438), а середній дохід на одну сім'ю — 70 020 доларів (медіана — 58 611). Медіана доходів становила 48 173 долари для чоловіків та 34 000 доларів для жінок. За межею бідності перебувало 4,6 % осіб, у тому числі 0,0 % дітей у віці до 18 років та 5,3 % осіб у віці 65 років та старших.
Цивільне працевлаштоване населення становило 367 осіб. Основні галузі зайнятості: освіта, охорона здоров'я та соціальна допомога — 20,7 %, виробництво — 17,2 %, роздрібна торгівля — 15,3 %.